# 雷卡納蒂猶太會堂

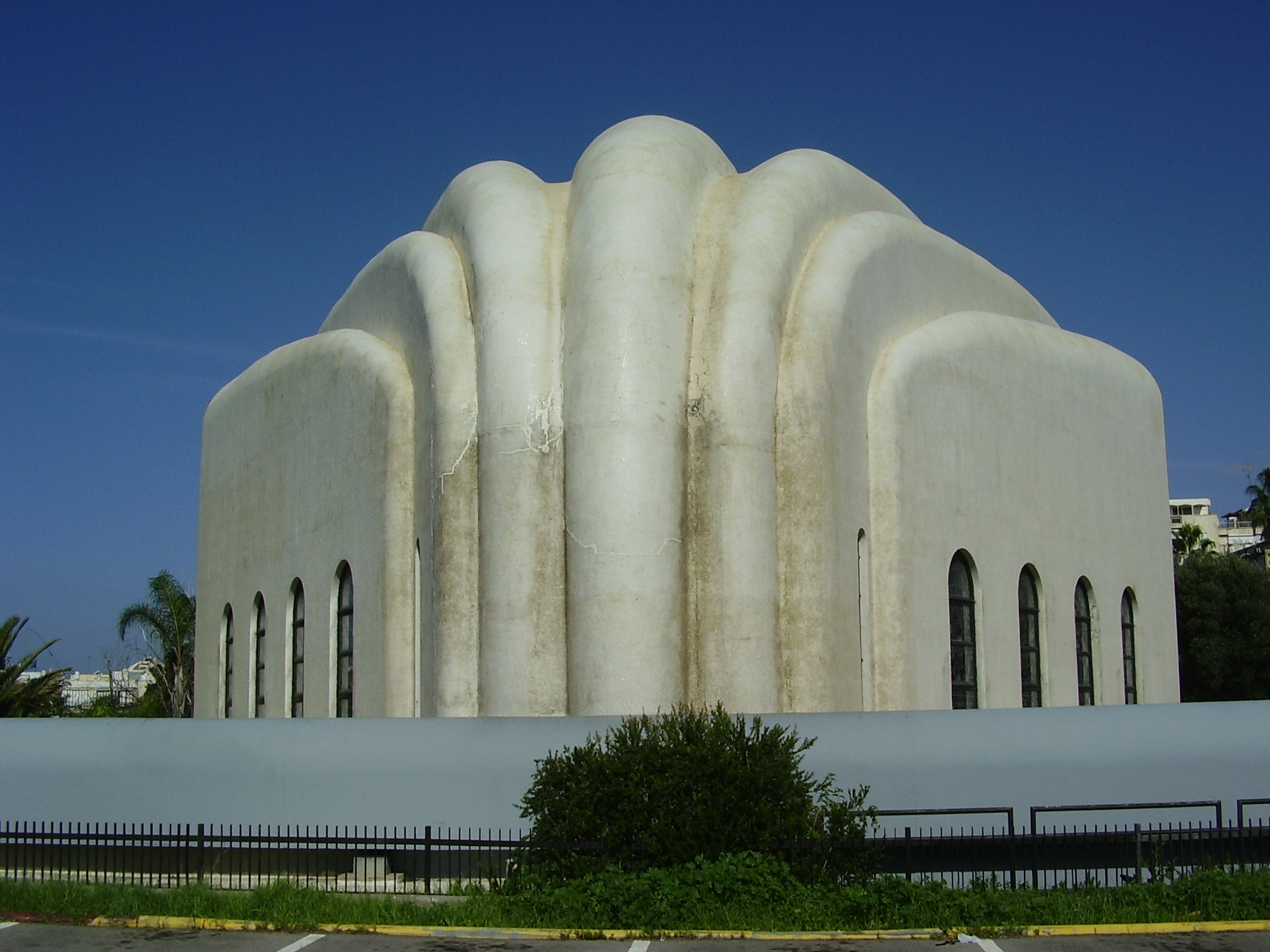
雷卡納蒂猶太會堂

雷卡納蒂猶太會堂（希伯來語：‎，Beit haKnesset Recanati），又稱耶胡達猶太會堂（希伯來語：‎，Beit haKnesset Hechal Yehuda）是以色列城市特拉維夫的一座猶太會堂，位於特拉維夫市中心，是特拉維夫約500座猶太會堂中最為顯眼的之一。由於其外觀類似貝殼，因此又稱貝殼猶太會堂。雷卡納蒂系取自於猶太會堂捐贈者家族的名字。這座猶太會堂是猶太教正統派的猶太會堂。雷卡納蒂猶太會堂是薩塞洛尼基的大屠殺倖存者修建。猶太會堂竣工於1980年。